# Magdeburger Schwimmclub von 1896
| MSC von 1896 | MSC von 1896    | MSC von 1896    |
| ------------ | --------------- | --------------- |
|              |                 |                 |
| Vereinsdaten |                 |                 |
| Gründung     | 2. Februar 1896 | 2. Februar 1896 |

Der Magdeburger Schwimmclub von 1896 e. V. ist ein Schwimmverein aus Magdeburg.

## Geschichte

### 1896 bis 1945

#### Gründung
Es gab im 19. Jahrhundert mehrere Flussbadeanstalten in Magdeburg. Regelmäßige Badegäste des „Friedrichstadtbades“ gründeten am 2. Februar 1896 den Magdeburger Schwimmclub von 1896. Bis zur Jahrhundertwende zählte der Club bereits über 100 Mitglieder, die bis 1903 mehrere deutsche Meistertitel errangen: So gewann Walter Riemann 1900, 1901 und 1902 jeweils den Titel über 100 m Freistil. 
1904 kam es durch Unstimmigkeiten zwischen dem Vorstand und der „Rennmannschaft“ zur Gründung eines weiteren Schwimmsportvereines in Magdeburg, dem SC Hellas Magdeburg. Trotzdem wurden von den verbliebenen aktiven Schwimmern des MSC von 1896 im Jahr 1904 noch 11 Siege errungen.

#### Aufstieg und Erfolge bis zum Ersten Weltkrieg
Magdeburg entwickelte sich in Deutschland zur Hochburg des Schwimmsports. Erfolgreichste Aktive des MSC von 1896 waren: Oskar Schiele, Hugo Vollmayer, Carl Gubener, Walter Prophet, Otto Breitung, Fritz Görges, Willy Kempf, Wilhelm Lützow.
Oskar Schiele war in der Zeit bis zum Ersten Weltkrieg als „96er“ der erfolgreichste Schwimmer in der Magdeburger Geschichte. Er errang über 700 Siege und gehörte zweimal zur deutschen Olympiamannschaft (1906 in Athen – Silbermedaille und 1912 in Stockholm). Er hat in den Jahren 1907, 1909, 1913 und 1914 in London den englischen Königspokal gewonnen. Fünf Weltrekorde erkämpfte er, 100 m Freistil (1:05,4 min), 4 × 100-m-Freistilstaffel (4:34,0 min), 100 m Rücken (1:18,4 min) sowie über 200 m Rücken (3:07,8 min und 3:04,4 min).
Oskar Schiele erzielte auch in der Zeit von 1909 bis 1911 fünfzehn deutsche Rekorde, war 1908 und 1909 über 100 m und 1913 über 1500 m deutscher Freistilmeister.
400 Clubmitglieder waren Soldaten im Ersten Weltkrieg, 36 sind im Krieg gefallen.

#### Erfolge bis zum Zweiten Weltkrieg
Nach mehreren Zwischenlösungen konnte 1922 die eigene Clubanlage im alten Magdeburger Schleusengraben am Kleinen Stadtmarsch mit Übungs- und Wettkampfbahn sowie Clubheim in Betrieb genommen werden. Die Mitgliederzahl stieg bis Ende 1923 auf 786 Erwachsene und 989 Jugendliche.
Auf dem Schwimmverbandsfest in Bremen 1925 errang der Club drei deutsche Meistertitel. Bemerkenswert war der Gewinn über 1500 m Freistil durch den 17-jährigen Werner Neitzel. In den Folgejahren war die Freistilstaffel die Domäne der „96er“, so 1926 in Düsseldorf, 1927 in Hannover, 1928 in Berlin, 1930 in München, 1933 in Weimar, 1934 in Nürnberg und 1935 in Plauen und Magdeburg.
Vom 12. bis 19. August 1934 fanden in Magdeburg die IV. Schwimmeuropameisterschaften statt. Mit der Organisation und Durchführung vor Ort wurde der MSC von 1896 beauftragt. Mit Unterstützung vieler ehrenamtlicher Helfer konnte unmittelbar neben dem Stadion Neue Welt die neue Europaschwimmkampfbahn gebaut werden. Deutschland gewann den Europapokal der Nationen vor Ungarn mit sechs Gold-, neun Silber- und vier Bronzemedaillen. An dem guten Ergebnis waren auch aktive Schwimmer des MSC von 1896 beteiligt.
An den Olympischen Spielen 1936 in Berlin nahmen auch Schwimmer und Wasserballer des Vereins teil. Die deutsche Wasserballmannschaft errang die Silbermedaille.
In den Folgejahren und auch in den ersten Jahren des Zweiten Weltkrieges wurden von den Clubmitgliedern gute Leistungen im Schwimmsport erzielt, so zum Beispiel im Januar 1941 über 6 × 100 m Lagen und 4 × 100 m Rücken. Bei den deutschen Schwimm-Meisterschaften in Wien am 12. und 13. Juli 1941 gewann Kurt Gerstenberg die 100 m Rücken, im Wasserball wurde der MSC von 1896 Vizemeister.
1941/42 wurde der MSC als einer der drei erfolgreichsten Schwimmvereine in der Bestenliste Deutschlands geführt. Den 4000. Sieg bei nationalen und internationalen Schwimmwettbewerben errang Werner Lentze für den MSC von 1896 im September 1943 über 100 m Brust.
Anfang 1945 wurde die gesamte Schwimmanlage des MSC von 1896 einschließlich Clubheim durch den Krieg zerstört.

### 1945 bis 1991

#### Wiederaufbau
Nach Kriegsende waren alle Sportvereine in der sowjetischen Besatzungszone verboten worden. Später bildeten sich „Betriebssportgemeinschaften“ (BSG). In den BSG fanden sich Schwimmer und Wasserballer der ehemaligen Magdeburger Schwimmvereine MSC von 1896, SC Hellas und SC Poseidon zusammen. Sie begannen nach dem Wiederaufbau des Wilhelmbades (später Stadtbad), als einzige Schwimmsportstätte der damaligen Zeit, wieder mit dem Training und den Wettkämpfen.

#### Gründung der Traditionsgemeinschaft
Am 15. Februar 1956 wurde in West-Deutschland die Traditionsgemeinschaft des MSC von 1896 gegründet. Den Vorsitz übernahm der Clubkamerad Kurt Pipo.  In zeitlich unregelmäßigen Abständen von 1971 bis 1991 fanden in Hannover, Osterode/Harz und Altenau/Harz 14 Zusammenkünfte der Clubkameraden statt, an denen auch aus der DDR einzelne, reiseberechtigte Clubkameraden teilnahmen.

### Ab 1992

#### Treffen der Traditionsgemeinschaft
Das 15. Treffen der Traditionsgemeinschaft fand vom 18. bis 20. September 1992 erstmals in Magdeburg statt. Zum neuen Vorsitzenden der Traditionsgemeinschaft wurde Wolf-Rüdiger Mattstedt gewählt.
In der Folgezeit fanden jährlich in Magdeburg die Treffen der Traditionsgemeinschaft statt, so auch das 29. Jahrestreffen vom 13. bis 14. Oktober 2007. Weiterhin gibt es einen monatlichen Stammtisch für die 96er in Magdeburg.
In der Traditionsgemeinschaft befinden sich nur noch bewährte Altersschwimmer und deren Angehörige. Aktiver Schwimmsport einschließlich Jugend- und Nachwuchsarbeit in Magdeburg obliegt im Wesentlichen der Sektion Schwimmsport des Sportclub Magdeburg, des Schwimmclub Hellas und anderen.

#### Ehrungen
Am 12. Oktober 2007 wurde auf dem Magdeburger „Sport Walk of Fame“ eine weitere Bodenplatte verlegt. Es wurden damit die großen Schwimmsporterfolge von Oskar Schiele für die Stadt Magdeburg in den Jahren bis zum Ersten Weltkrieg besonders gewürdigt. An der Einweihung dieser Bodenplatte nahmen sein Sohn Gustav Schiele, seine Enkel und Urenkel aus Bremen, sowie einige Magdeburger Mitglieder der Traditionsgemeinschaft teil.